# Кудрицький Михайло Петрович
Миха́йло Петро́вич Кудри́цький (* 11 лютого (23 лютого) 1856, Огіївка, нині Ружинського району Житомирської області — † 27 грудня 1933, Житомир) — український метеоролог. Один з організаторів метеорологічної мережі на території України. Батько актора й режисера Павла Кудрицького та мовознавця Євгена Кудрицького.

## Біографічні відомості
Михайло Петрович Кудрицький народився 11 лютого (23 лютого за новим стилем) 1856 року в селі Огіївка, нині Ружинського району Житомирської області.
1882 року закінчив фізико-математичний факультет Київського університету.
Ще навчаючись в університеті, Михайло Петрович зацікавився метеорологією. Під керівництвом Олександра Клосовського брав участь у розробці програми розвитку метеорології на території України.
У 1882–1901 роках організував підготовку спостерігачів у Коростишівській учительській семінарії. Створив місцеву агрометеорологічну мережу на Поліссі. Підготував понад 150 спостерігачів-метеорологів, котрі налагодили спостереження за погодою в різних куточках України.
1900 року книжка Кудрицького «Клімат Коростишева», в якій він узагальнив результати своїх 15-річних спостережень за погодою, експонувалися на Всесвітній виставці в Парижі і була відзначена бронзовою медаллю. Проблеми клімату і мікроклімату лісу, розподілу атмосферних опадів, гроз та граду, їхній вплив на господарську діяльність в умовах Полісся узагальнив у монографії «Нові дані про вплив лісу на клімат». 1895 року за заслуги у розвиткові метеорології Російське географічне товариство нагородило Кудрицького іменною срібною медаллю.
Був членом Товариства дослідників Волині, створеного 1900 року.
Від 1901 року жив у Житомирі. У 1901–1919 роках викладав у гімназіях, у 1919–1926 роках — у Волинському інституті народної освіти (нині Житомирський державний університет імені Івана Франка). Керував філіалом сільськогосподарського наукового комітету Наркомзему УСРР. 1920 року організував наукову бібліотеку краєзнавчого музею.
Михайло Петрович Кудрицький помер 27 грудня 1933 року в Житомирі.
1992 року в Житомирі провулок Шкільний, в якому мешкала родина Кудрицьких, отримав ім'я Михайла Кудрицького .